# Poli-Farbe Budapest Grand Prix 2011
Il Poli-Farbe Budapest Grand Prix 2011 è stato un torneo femminile di tennis giocato sulla terra rossa. È stata la 16ª edizione dell'Hungarian Grand Prix, che fa parte della categoria International nell'ambito del WTA Tour 2011. Si è giocato a Budapest in Ungheria, dal 4 al 10 luglio 2011.

## Partecipanti

### Teste di serie
| Giocatrice              | Nazionalità | Ranking* | Testa di serie |
| ----------------------- | ----------- | -------- | -------------- |
| Roberta Vinci           | Italia      | 29       | 1              |
| Sara Errani             | Italia      | 34       | 2              |
| Klára Zakopalová        | Rep. Ceca   | 35       | 3              |
| Lucie Hradecká          | Rep. Ceca   | 41       | 4              |
| Anabel Medina Garrigues | Spagna      | 43       | 5              |
| Mathilde Johansson      | Francia     | 70       | 6              |
| Irina-Camelia Begu      | Romania     | 78       | 7              |
| Evgenija Rodina         | Russia      | 82       | 8              |

- Ranking al 20 giugno 2011.

### Altre partecipanti
Giocatrici che hanno ricevuto una Wild card:
- Tímea Babos
- Vanda Lukács
- Katalin Marosi

Giocatrici passate dalle qualificazioni:

- Lenka Juríková
- Estrella Cabeza Candela
- Aleksandra Krunić
- Réka-Luca Jani

Giocatrici entrate in tabellone come lucky loser:
- Anna-Giulia Remondina

## Campionesse

### Singolare
Roberta Vinci ha battuto in finale  Irina-Camelia Begu con il punteggio di 6–4, 1–6, 6–4
- È il 3º titolo dell'anno per Roberta Vinci, e il 6º della sua carriera.

### Doppio
Anabel Medina Garrigues /  Alicja Rosolska hanno battuto in finale  Natalie Grandin /  Vladimíra Uhlířová con il punteggio di 6–2, 6–2